# ویگرید

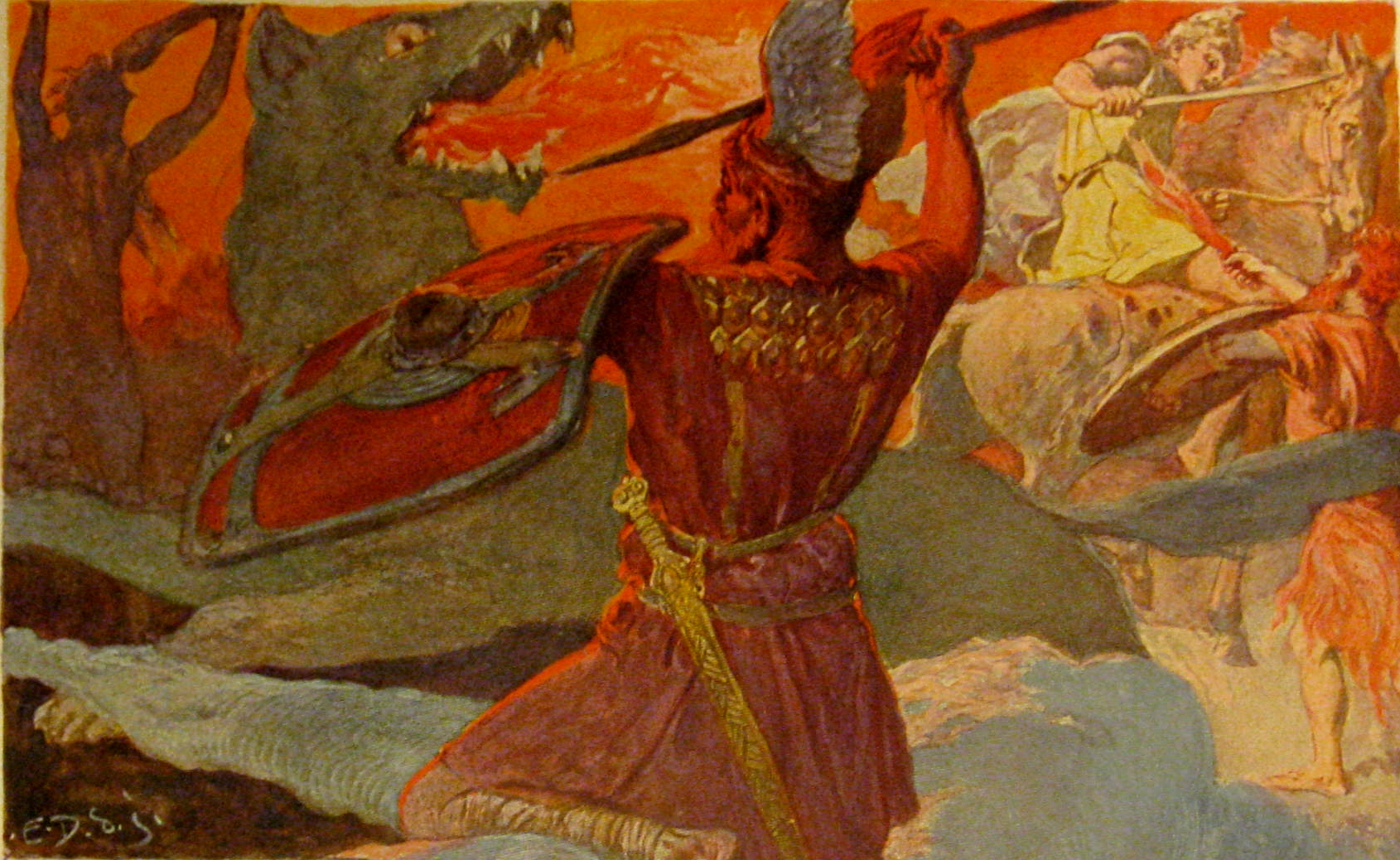
اُدین در حال نبرد با فنریر

ویگرید در اساطیر اسکاندیناوی، دشت پهناور و وسیعی که نبرد نهایی راگناروک بین ایزدان و غولان اساطیر شمال در آن رخ خواهد داد. با وجود وسعت بسیار، ویگرید از غولان، ایزدان و جنگجویان اساطیری پر خواهد شد.